# ESLint
ESLint用於檢查JavaScript程式碼是否符合規則，由Nicholas C. Zakas在2013年建立。ESLint中的規則是可更改的，並且可以自行定義和加載規則。ESLint想要解決關於程式碼品質和程式碼風格的問題。ESLint支援ECMAScript當前標準以及草案中用於未來標準的實驗語法。使用JSX或TypeScript的程式也可以透過外掛或轉譯器處理。

## 歷史
JSLint和JSHint都缺乏為了程式碼品質和程式碼風格新增規則的能力。在為JSHint做出貢獻之後，Zakas決定在2013年6月建立一個新的整理工具ESLint（最初稱為JSCheck，但在一個月後更名），其中所有規則都可更改，並且可以在運行時定義或加載其他規則。
2016年4月，ESLint項目加入了jQuery Foundation。隨後，jQuery Foundation與Dojo Foundation合併，成为Linux Foundation其中的JS Foundation。
2017年10月，ESLint從JS Foundation的mentorship program畢業。
2019年3月，JS Foundation和Node.js Foundation合併之後成為OpenJS Foundation的一部份。

## 支援
自2015年起，JetBrains於其WebStorm程式碼編輯器中內建支援ESLint，可對當前開啟的文件運行ESLint，並在編輯器中有問題的程式碼附近顯示警告。
2016年，Vue.js項目提供了一個ESLint外掛來自動驗證Vue.js模板和其他功能的使用。從2018年開始，Vue CLI建立新Vue.js項目時也會建議使用該外掛。
在2018年10月，React（由Facebook開發）發布了一個官方的ESLint外掛來幫助執行其編程規則。
截至2021年，ESLint是最常用的JavaScript linter，每周被下載超過14,000,000次。

## 外部鏈結
- 官方网站